# Inter caetera
Inter caetera (српски Између осталог) је била папска була коју је издао папа Александар VI 4. маја 1493. године дајући Шпанији (Круне Кастиља и Арагон) све земље „јужно и западно“, које се налазе јужно или западно сто лига од Азорских острва или Зеленортска Острва.